# Броненосцы типа «Катори»
Тип «Катори» (яп. 香取型戦艦) — тип японских эскадренных броненосцев. Последний японский тип броненосцев. Предпоследние японские капитальные корабли иностранной постройки (позже был ещё куплен в Великобритании линейный крейсер «Конго»). Тип «Катори» был спроектирован и заказан Императорским флотом незадолго до начала Русско-японской войны. За основу проекта были взяты британские броненосцы типа «Кинг Эдуард VII». В 1904—1906 годах на верфях «Виккерс» и «Армстронг» было построено два корабля этого типа. Они оставались на вооружении Японии в течение Первой мировой войны и были пущены на слом в 1924—1925 годах в соответствии с Вашингтонским договором об ограничении морских вооружений.

## Конструкция

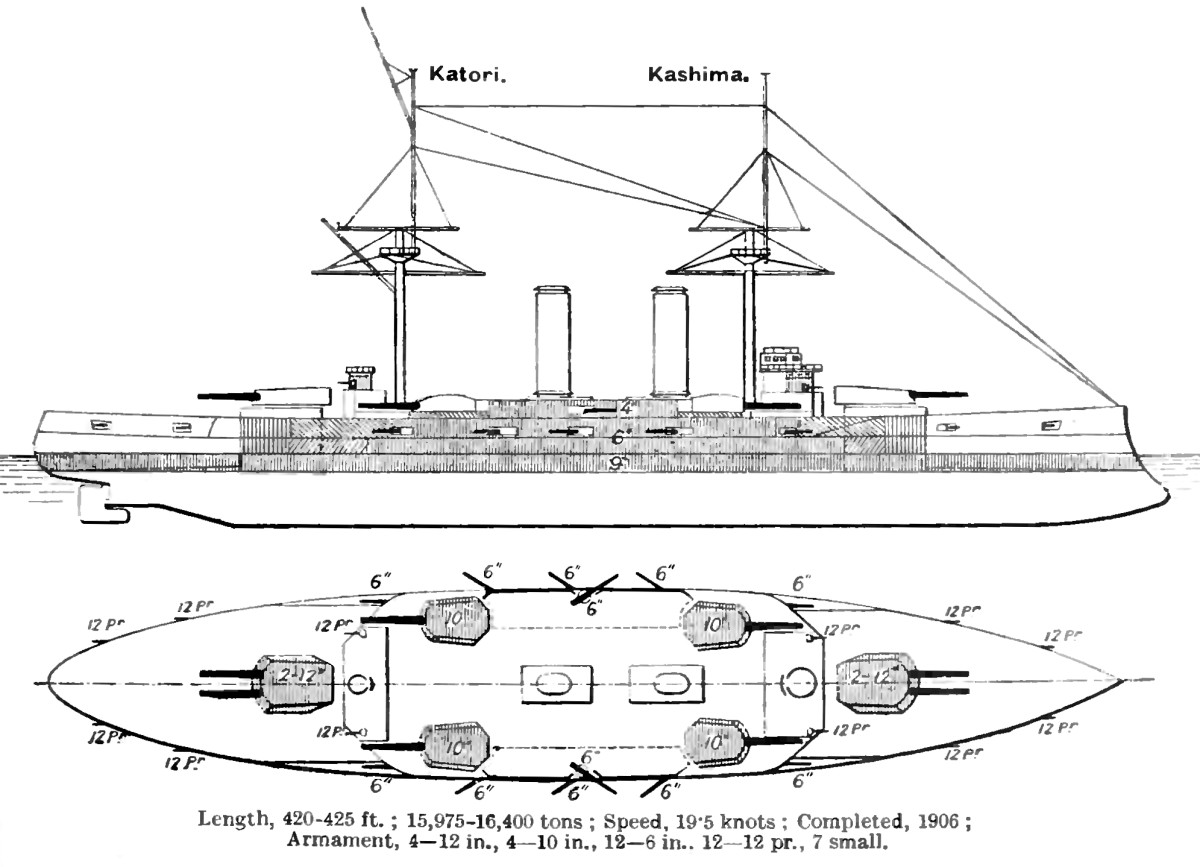
Схема броненосца типа «Катори»

От своего прототипа, британского броненосца «Кинг Эдуард VII», он отличался следующими деталями. 254-мм пушки были
установлены на место 9,2". Кроме того, что он стал первым в японском флоте шестибашенным кораблем, в башнях которого располагались только крупнокалиберные орудия. Сильное артиллерийское вооружение дополняли и два 152-мм орудия верхнего каземата в средней части корабля, который был, в отличие от «Кинг Эдуард VII», двухъярусным.
Корабли значительно различались и толщиной брони. Если у прототипа выше главного 229-мм пояса до батарейной палубы находился 203-мм пояс, а орудия каземата защищала 178-мм броня, то у японского броненосца до самой верхней палубы стояла 152-мм защита, а второй ярус каземата прикрывался 102-мм броней.

### Силовая установка
На кораблях серии были установлены четырёхцилиндровые паровые машины тройного расширения. Пар вырабатывался 20 котлами Никласса, работавшими на смеси угля и мазута. Машины имели номинальную мощность 15 600-16 600 лошадиных сил и были рассчитаны на максимальную скорость 18,5 узлов. Kashima достигла максимальной скорости 19,2 узла при мощности 17 280 л. с., а Katori сделала 19,5 узлов при 18 500 л. с. Корабли перевозили максимум 2150 тонн (2120 длинных тонн) угля и 377—750 длинных тонн (383—762 т) мазута, что теоретически позволяло им проходить 12 000 морских миль на ходу 11 узлов.

## Представители
Построенный Vickers Katori был немного меньше своего систершипа Kashima . Они имели общую длину 139,1-143,4 м, ширину 23,8-23,8 м и нормальную осадку 8,1-8,2 м. Их нормальное водоизмещение составляло 15 950-16 383 длинных тонн. Экипаж состоял из 864 человек.
| Название    | Верфь               | Закладка        | Спуск на воду | Вступление в строй | Судьба                    |
| ----------- | ------------------- | --------------- | ------------- | ------------------ | ------------------------- |
| Катори 香取 | Vickers Limited     | 27 апреля 1904  | 4 июля 1905   | 20 мая 1906        | пущен на слом в 1924—1925 |
| Касима 鹿島 | Armstrong Whitworth | 29 февраля 1904 | 22 марта 1905 | 23 мая 1906        | пущен на слом в 1924      |